# Michael Olaitan
Michael Olaitan Oyeneye (Jos, 1º gennaio 1993) è un ex calciatore nigeriano, di ruolo attaccante.

## Carriera

### Club
Dopo aver iniziato tra le giovanili della formazione nigeriana dei Mighty Jets, nel febbraio del 2011 si trasferisce in Grecia, firmando per il GAS Veria, rimanendovi fino all'estate del 2013.
Nell'estate del 2013, passa ufficialmente all'Olympiacos. Con la formazione del Pireo, gioca stabilmente in prima squadra, fin quando, nel marzo del 2013, in un match contro il Panathīnaïkos, si accascia al suolo, a causa di quella che si scoprirà essere una miocardite. Tale infortunio, costringe il giocatore a saltare tutta la stagione 2013-2014.
Dopo la ripresa dell'attività agnostica, l'Olympiakos manda il giocatore in prestito dapprima all'Ergotelīs, poi in Olanda tra le file del Twente, infine ai belgi del Kortrijk.
Terminato il prestito in Belgio, scioglie ogni vincolo contrattuale con l'Olympiakos e firma per il Paniōnios, senza riuscire tuttavia ad imporsi come titolare. Dopo la breve parentesi col Panionios, firma per i georgiani del Samt'redia, prima di ritornare nuovamente in Grecia giocando per Apollōn Kalamarias e Panserraïkos.

### Nazionale
A livello di nazionale, vanta una convocazione per il Mondiale under-20 2013 svoltosi in Turchia, in cui gioca tutte e quattro le gare disputate dalla Nigeria.

## Palmarès

### Competizioni nazionali
- Campionato greco: 1

Olympiakos: 2013-2014